# Verderel-lès-Sauqueuse
Verderel-lès-Sauqueuse é uma comuna francesa na região administrativa de Altos da França, no departamento de Oise. Estende-se por uma área de 12,46 km². Em 2010 a comuna tinha 762 habitantes (densidade: 61,2 hab./km²).